# Safarnameh

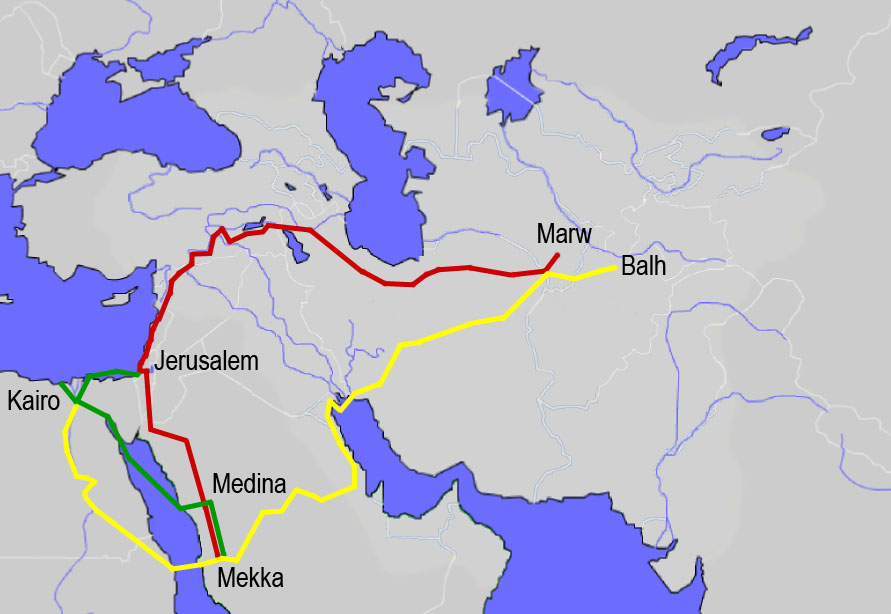
Die vier Reisen des Nāsir-i Chusrau im Überblick: 1. Reise – rot, 2. und 3. Reise – grün, 4. Reise – gelb

Safarnāmeh (Safarnāme, Safarnama, Safarnamah, Safarnoma, persisch سفرنامه, „Buch der Reisen, Reisebericht“) ist der Titel diverser persischer Schriften aus verschiedenen Epochen. So ist beispielsweise ein Reisebericht von Niẓām Šāmī bekannt. Dieser Artikel widmet sich aber dem Reisetagebuch des persischen Dichters und Philosophen Nāsir-i Chusrau (Nāser Khosrow).
In seinem Safarnāmeh beschreibt Nāsir-i Chusrau die auf seinen Reisen nach Jerusalem, Mekka und Kairo gesammelten Eindrücke. Durch die Detailtreue und Zuverlässigkeit seiner Beschreibungen ist es eine der herausragenden literarischen Quellen hinsichtlich der Landeskunde des mittelalterlichen Orients. Als eines der ältesten neupersischen Prosawerke ist es darüber hinaus ein wichtiges Zeugnis zur Beschäftigung mit der Entwicklung der neupersischen Sprache.

## Nāsir-i Chusrau (1003–1088)
Der Autor des Safarnāmeh Nāsir-i Chusrau war Beamter, Weltreisender, Philosoph, Dichter und Missionar und erfährt bis heute durch viele Ismailiten eine heiligenähnliche Verehrung.
Seine Wurzeln liegen in dem Städtchen Qubodijon im heutigen Südwesten Tadschikistans. Nach langjähriger Tätigkeit als Hofbeamter und wenig religiösem Lebenswandel bekehrt er sich unter Umständen, über die widersprüchliche Angaben vorliegen, zur ismailitischen Lehre und entschließt sich, die tausende Kilometer lange Pilgerreise nach Mekka anzutreten.
Über die Erfahrungen und Erlebnisse dieser Reise, die am Ende sieben Jahre dauern und ihn neben Mekka auch nach Jerusalem und Kairo führen soll, schreibt er sein bekanntestes Werk, das Safarnāmeh. Nach seiner Rückkehr durch die Erfahrungen der Reise und seine Eindrücke am fatimidischen Hof bestärkt widmet er sich ganz der Missionstätigkeit. Er fällt hierdurch bei den sunnitisch-seldschukischen Machthabern jedoch bald in Ungnade und wird in die Gegend Yamgan im Pamirgebirge verbannt. Dort fristet er unter der Protektion eines unbedeutenden ismailitischen Fürsten ein ärmliches Dasein, wobei er jedoch bis zu seinem Lebensende im Alter von 84 Jahren noch lange Zeit schreiben und seine Schriften verbreiten kann.

## Die Reisen

### Die erste Reise
Vor der Abreise
Zu Beginn seiner Erzählung schildert sich der Beamte und Schreiber Nāser Khosrow als wenig religiösen Menschen, der gerne dem Wein zusprach. Auf einer Dienstreise wird ihm jedoch im Traum geraten, sein Heil nicht länger in der Trunkenheit zu suchen, sondern im Glauben. So beschließt er, nach Mekka zu pilgern, gibt sein Amt auf und versetzt all seine Habe.
Nordiran und Armenien
Am 5. März 1046 brach er von Merw auf und durchwanderte ihm noch vergleichsweise geläufiges Gefilde, weswegen seine landeskundlichen Schilderungen eher knapp ausfallen. Er erwähnt, dass etwa einen Monat nach seiner Abreise eine Sonnenfinsternis zu beobachten gewesen sei. Über Nischapur reiste er weiter, machte einige kleine, merkwürdige Bekanntschaften und gelangte im Juli über Qazwin nach Shamiran. Dort, so schreibt er, „herrschen so vollkommene Gerechtigkeit und Sicherheit, daß niemandem etwas weggenommen werden kann. Wenn die Leute Freitags in die Moschee gehen, lassen sie die Schuhe draußen liegen und niemand stiehlt sie.“
Täbris schildert Nāser Khosrow als sehr große Stadt, in der vier Jahre zuvor bei einem Erdbeben 40.000 Menschen ums Leben gekommen sein sollen. Von hier aus gelangt er Mitte November ans Ufer des Vansees und damit ins christliche Armenien. „Hier verkaufte man auf dem Markte Schweinefleisch wie Schaffleisch und Männer und Frauen tranken auf Bänken vor den Läden sitzend ohne Scheu Wein.“ Gegen die Unbilden des Winters reist er weiter. Voll Bewunderung schildert er die Architektur der Städte Mayyafariqin und Amid, des heutigen Diyarbakır, dessen Stadtmauern bei ihm einen besonderen Eindruck hinterlassen haben müssen.
Die Levante
Wenig später, um den Jahreswechsel 1046/1047, überschritt Nāsir-i Chusrau den Euphrat und gelangte nach Syrien. Die Stadt Aleppo und ihre Festung bewunderte er und reiste weiter nach Ma'arrat an-Nu'man. Er beschreibt das dortige Stadtoberhaupt Abu 'l-A'la al-Ma'arri als einen berühmten Dichter, der blind sei, asketisch und bescheiden, von aller Welt auf das höchste geschätzt werde und viele Schüler habe. Enthusiasmus ergreift Nāsir-i Chusrau bei der Beschreibung der Stadt Tripolis. Ihr Reichtum, die Tapferkeit ihrer Bewohner, die Schönheit ihrer Freitagsmoschee und manches andere erwecken sein Wohlgefallen. Auch weist er hier darauf hin, dass die Bewohner alle Schiiten seien. „Die Schiiten haben in allen Ländern schöne Moscheen errichtet“, stellt er fest.
Auf der Weiterreise bemerkte er in der Umgebung von Beirut reichlich Ruinen aus Marmorsäulen, über deren Ursprung ihm jedoch niemand Auskunft geben konnte. Die Städte Sidon, Tyros und Akkon lobt und beschreibt er als blühend, wie er es mit beinahe allen Städten der Levante tut. Von Akkon aus schlug er Ende Februar den Weg ins Hinterland ein und wanderte weiter nach Osten.
Unter Führung eines Persers, den er zufällig traf, pilgerte er zu den Gräbern Akks, Esaus, Simeons, Huds, Esras, Jethros, der Frau und der Mutter Mose und der Brüder Josefs. Über Tiberias am See Genezareth gelangte er daraufhin ans Tote Meer und wieder zurück an die Küste nach Akkon. Caesarea und Ramla sind seine letzten Stationen, ehe er am 5. März 1047 das erste wichtige Ziel seiner Reise erreichte: Jerusalem.
Jerusalem, Palästina und die erste Mekkareise

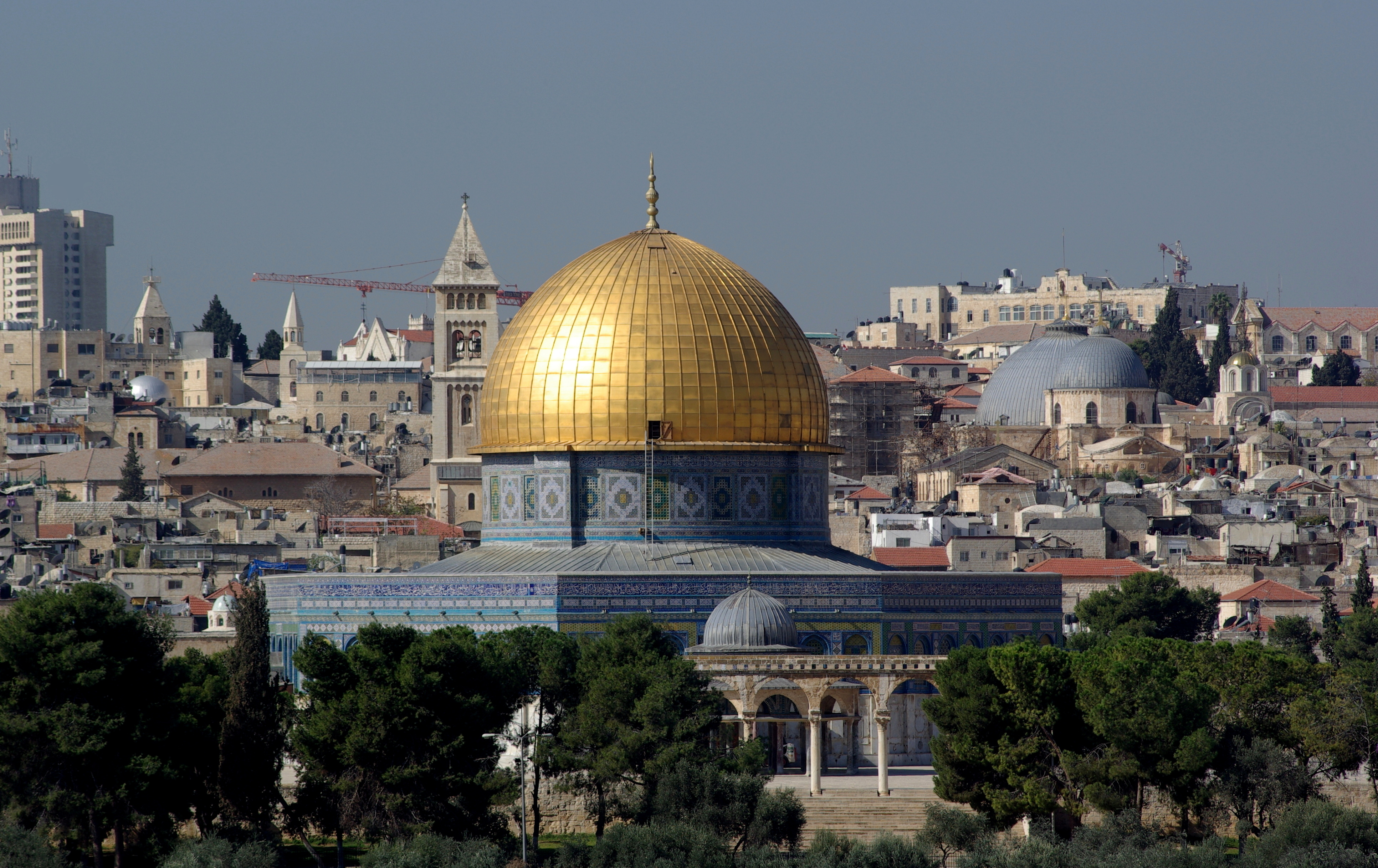
Der Felsendom in Jerusalem

Jerusalem kann an dieser Stelle nicht im gleichen Umfang und mit der gleichen Liebe zum Detail beschrieben werden, wie Nāsir-i Chusrau dies tut. Aus seiner Beschreibung wird jedoch zweifelsohne die hohe Bedeutung deutlich, die er der heiligen Stadt beimisst. Wenn er auch hier seinen nüchternen objektiven Stil nicht aufgibt, so versucht er doch ganz offensichtlich, ein vollständiges, teils beinahe fotografisches Bild dessen abzugeben, was er erblickt. Nach dem allgemeinen Lob des Reichtums und der Schönheit der Stadt berichtet er hauptsächlich über den Tempelberg mit der al-Aqsa-Moschee und dem Felsendom.
Die Angaben, die er hierzu macht, sind so genau, dass Manfred Mayrhofer in seiner Ausgabe der deutschen Übersetzung sich genötigt sieht, bezüglich des Verhältnisses der Seiten des Felsendoms zueinander, die Nāser Khosrow als gleich lang beschreibt, zu kommentieren „Die acht Seiten sind nicht alle gleich lang. Die Längen schwanken zwischen 20,2 und 20,7 Metern.“ Weiterhin finden in dem Bericht unter anderem das Grab des Absalom und der Ölberg Erwähnung.
Bevor er am 13. Mai von Jerusalem aus zu seiner ersten Reise nach Mekka aufbrach, besuchte Nāser Khosrow noch die Höhle Machpela in al-Chalil mit den Gräbern Abrahams und Isaaks und Josefs Grab in Nablus. Über die Reise und Mekka selbst berichtet er uns so gut wie nichts, sondern verspricht lediglich bei seiner letzten Reise genauer auf die Stadt einzugehen, vermutlich weil der Zeitpunkt seiner ersten Reise nicht in den Monat der islamischen Pilgerfahrt fiel und die Reise damit nur als Besuchswallfahrt (Umra) galt. Wieder zurück in Jerusalem widmet er dann interessanterweise der christlichen Grabeskirche ein Kapitel mit recht ausführlicher Beschreibung ihrer Architektur und ihrer Nutzung.

### Die zweite Reise
Von Jerusalem nach Ägypten
Die Zeit bis zum eigentlichen Wallfahrtsmonat nutzte Nāsir-i Chusrau nun dahingehend, dass er eine Reise nach Ägypten unternahm. Hierzu reiste er von Jerusalem aus zunächst an die Küste, in die Hafenstadt Askalon. Von dort ging es auf dem Seeweg weiter nach Tinnis. Über die Lage dieser Stadt sind heute widersprüchliche Angaben zu finden, er lokalisiert sie jedoch auf einer Insel vor der Küste des Nildeltas. Tinnis wird an dieser Stelle eine derart umfangreiche und euphorische Beschreibung zuteil, dass der Bericht geradezu aus den anderen heraussticht. Unter Zuhilfenahme zahlreicher Beispiele schildert er die besonderen Qualitäten vor allem des Textilhandwerks in der Stadt sowie ihren Reichtum und ihre vortreffliche Organisation. So sei „nur ein Steuereinnehmer da, [...]. Die Steuer wird nie verweigert und von niemandem wird sie mit Härte eingetrieben“.
Am 3. August 1047 erreichte Nāsir-i Chusrau Kairo. Bevor er sich jedoch einer genaueren Schilderung dieser Stadt widmet, sind noch Beschreibungen Alexandrias, des Roten Meeres, der nordafrikanischen Nordküste und selbst Siziliens und Andalusiens eingefügt. Von diesen berichtet er jedoch nur, was er durch dritte erfahren hat, selbst dort gewesen ist er nicht.
Kairo und die zweite Mekkareise
Wenn Nāsir-i Chusrau von Kairo (Al-Qahira al-Mu'izziya) spricht, so meint er die neue Fatimidenstadt nördlich der alten Stadt, die er „die Stadt Misr“ (Shahr-e Mesr) nennt. Der Besuch und die Beschreibung dieser Stadt jedenfalls nehmen im Safarnāmeh eine zentrale Stellung ein. Zunächst beschreibt er ihre Lage im Niltal und die Gewohnheiten der Ägypter, ihre Lebensweise dem Steigen und Fallen des Nilpegels anzupassen. Er berichtet über die Legende, dass die Stadt an der einzigen Stelle errichtet worden sei, an der man den Nil überqueren könne, ohne von den Krokodilen gefressen zu werden.
Die prachtvolle Hofhaltung des schiitisch-ismailitischen Fatimiden-Kalifen Al-Mustansir (er nennt ihn „Sultan“) schildert er ebenso wie die Gebäude und Gärten seines Palastes. Eine besonders detaillierte Beschreibung räumt Nāser Khosrow der „Öffnung des Halig“ ein, einem gewaltigen Staatsakt mit Militärparade und Volksfest, das die symbolische Öffnung des Palastkanales stellvertretend für alle anderen Kanäle im Lande zum Anlass hat. Er nutzt hierbei die Gelegenheit der Beschreibung der Militärparade, um die umfangreichen Truppenkontingente, die dem Fatimiden-Kalifen zu Gebote stehen, aufzuzählen. Nach diesen und weiteren Darstellungen fatimidischen Glanzes, kommt der Autor zur Anlage der Stadt selbst.
Er berichtet von Häusern mit bis zu vierzehn Stockwerken, in denen 350 Menschen wohnen, von den großen Markthallen ebenso wie von den heute noch vorhandenen Moscheen Ibn Tulun, 'Amr Ibn Al-'As und Al-Atiq. Auch zu Handwerk und Handel weiß er viel interessantes zu berichten, so zum Beispiel, dass „Die Kaufleute Misrs die Wahrheit zu sprechen pflegen, was immer sie verkaufen. Wenn einer den Käufer belügt, wird er auf ein Kamel gesetzt, bekommt eine Glocke in die Hand und muß in der Stadt umherreiten und ausrufen: Ich habe die Unwahrheit gesagt.“ An den Marktgassen stehen insgesamt 50000 Esel jeden Tag als Transportmittel zur Miete bereit. Nāsir-i Chusrau berichtet, der Sultan gebe zweimal jährlich ein Bankett für die gesamte Bevölkerung, die dann in 12 Palastgebäuden zugleich Platz nehme und verköstigt werde, auch er habe an diesem Bankett teilgenommen und nutzt dessen Beschreibung abermals zur Demonstration fatimidischer Pracht. Der Kalif wird für seine Großzügigkeit und auch für den Umstand gelobt, dass er fremden Reichtum neben seinem eigenen respektiere und niemandem etwas neide. Ein Dreivierteljahr später, am 18. April 1048, bricht Nāser Khosrow zusammen mit einer Karawane des Kalifen erneut nach Mekka auf. Von der Reise verrät er nur, dass dort große Not und Mangel am nötigsten geherrscht habe und, dass er von der Stadt bei späterer Gelegenheit berichten werde.

### Die dritte Reise
Nach dem zweiten Besuch in Mekka, bei dem Nāser Khosrow nun Gelegenheit gehabt hatte, die vollwertige Pilgerfahrt durchzuführen, kehrte er nach Misr zurück, verbrachte dort im Umfeld des Kalifen ein ganzes Jahr und reiste im nächsten Jahr wieder zusammen mit dessen Karawane nach Mekka. Er berichtet noch von einer Gruppe persischer Pilger, von denen einige an den Strapazen eines Gewaltrittes, den ihnen ihre beduinischen Führer aufgezwungen hätten, gestorben seien. Weiterhin kehrte er jedoch ohne besondere Vorkommnisse nach Misr zurück.

### Die vierte Reise
Von Kairo über Assuan nach Mekka
Im folgenden Jahr, 1050, brach Nāsir-i Chusrau ein letztes Mal von Kairo aus in Richtung Mekka auf. Dieses Mal im Mai, direkt nach dem Opferfest. Der Weg, den er dieses Mal wählte, war ein anderer. Da er nicht mit der Karawane des Kalifen reiste, fuhr er zunächst mit dem Schiff den Nil hinauf bis Assuan. Unterwegs beschreibt er Asyut, von dem er besonders hervorhebt, dass dort Mohn angebaut und Opium produziert werde und erwähnt, die Ruinen von Alt-Theben bei Luxor gesehen zu haben. In Assuan blieb er drei Wochen, um für die entbehrungsreiche Reise durch die Wüste ans Rote Meer Kräfte zu sammeln.
Nach 15 Tagen Kamelritt durch beinahe gänzlich wasserlose Ödnis erreichte er am 28. Juli 1050 die Küstenstadt Aidab. Er beschreibt sie als von gottlosen Heiden bewohnt, doch „sie sind keine schlechten Menschen, stehlen und rauben nicht [...] Die Muslime und andere aber stehlen ihnen die Kinder, bringen sie in die Städte des Islam und verkaufen sie.“ Da der Wind ungünstig stand, blieb Nāsir-i Chusrau für ganze drei Monate in Aidab und predigte den Bewohnern den Islam. Er genoss dort die Gastfreundschaft eines ihm nur über einen jüngst gewonnenen Freund bekannten Mannes und lobt dessen ungetrübtes Vertrauen in einen Menschen, den er noch kaum kennengelernt hat. Nach Ablauf der drei Monate schiffte er sich nach Gidda ein und erreichte wenig später, am 18. November, die Tore Mekkas.
Mekka

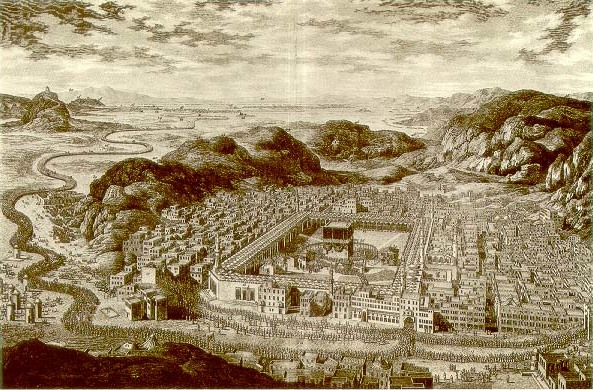
Mekka im Jahre 1850, beschaulich wie zu Nāsir-i Chusraus Zeiten...

Die Beschreibung Mekkas fällt sehr sachlich aus. Er blieb bei diesem letzten Besuch ein halbes Jahr in der Stadt und arbeitete als Moscheediener, was natürlich an dieser heiligen Städte ein besonders gottgefälliges Werk ist. Diesen letzten Besuch nutzt er daher auch zur Beschreibung der Abläufe der Wallfahrt sowie des Ortes Mekka selbst. Interessant ist, dass er die Abläufe des Haddsch und der ʿUmra sehr ausführlich beschreibt. Das lässt darauf schließen, dass sie dem persischen Muslim seiner Zeit nicht in vollem Umfang bekannt gewesen sind. Auch widmet er der Moschee und der Kaaba selbst einen großen Abschnitt. Offensichtlich war es zu dieser Zeit den Pilgern auch möglich, das Innere der Kaaba zu besuchen, denn er bezieht es nicht nur in seine Beschreibung mit ein, sondern schildert es sogar als reich geschmückt und berichtet, dass darin Teile der Arche Noah zu sehen seien und wie nach der Öffnung der Kaaba durch die Moscheediener die Pilger im inneren der Kaaba das Gebet verrichteten.
Über die Stadt selbst erwähnt er nur, dass sie in einem Talkessel liege, deren Mitte die Moschee bilde und rund 2500 Einwohner habe. Abermals berichtet er von großer Not und schlimmer Nahrungsmittelknappheit. Zwar hätten „die Kalifen von Baghdad viele schöne Gebäude [...] errichten lassen, aber zu der Zeit [...] waren die einen verfallen, die anderen Privatbesitz geworden.“
Von Mekka nach Basra
Am 4. Mai 1051 verließ Nāsir-i Chusrau die Stadt des Propheten und wandte sich zur Heimreise. Er wählte hierzu den Weg quer durch die Arabische Wüste, an der Golfküste entlang und quer durch den Iran. Nach einer letzten Rast in Ta'if brach er in die Wüste auf. Diese Reise schildert er als gefährlich und unsicher, vor allem wegen der räuberischen Beduinen. „Man sagt, dass hier kein Statthalter und kein Herrscher gebiete, [...] Räuber und Mörder bekämpfen und befehden einander den ganzen Tag.“ Des Weiteren weiß er von siebzigjährigen Greisen zu berichten, die erzählten, „dass sie in ihrem ganzen Leben nichts getrunken haben als Kamelmilch, denn in diesen Wüstneien gibt es nur salziges Futter, das die Kamele fressen und diese Leute glauben, dass es auf der ganzen Welt so sei.“ In der Oasenstadt Falag nahe dem heutigen Riad muss er eine Zwangspause einlegen und lebt unter ärmlichsten Verhältnissen. „Die Leute hier waren nackte, hungernde, unwissende Menschen.“ vermerkt er knapp.
Nach vier Monaten endlich hatte er die Gelegenheit, mit einer Karawane nach Lahsa im Vorland der Golfküste weiterzureisen. Über diese Stadt berichtet Nāser Khosrow viel interessantes. Seine Bewohner seien Anhänger der Sekte des Abu-Sa'id (Karmaten). Sie erkennen zwar die Autorität des Propheten an, beten jedoch nicht, ja haben nicht einmal eine Moschee. Dennoch sei ihre Gesellschaftsform sehr gerecht, ja geradezu mildtätig und human. Bezüglich ihrer Tischsitten wiederum schreibt der Autor mit Befremden: „In der Stadt Lahsa verkauft man das Fleisch aller Tiere wie Katze, Hund, Esel, Rind und Schaf.[...] Man mästet die Hunde dort wie fette Schafe, so dass sie schließlich nicht mehr gehen können. Dann schlachtet und verzehrt man sie.“
Heimkehr nach Balch
Am 27. Dezember 1051 erreichte Nāsir-i Chusrau Basra. Er hatte kein Geld mehr, seine Kleidung war zerschlissen, seine Haare ungeschnitten und er konnte den Mietpreis seines Kamels für die Anreise nicht bezahlen. Im Badehaus, in dem er sich waschen wollte, verwehrte man ihm den Zutritt. Durch einen guten Kontakt und die großzügige Hilfe eines Wesirs gelang es ihm jedoch, zu bescheidenen Mitteln zu kommen. Er kleidete sich neu ein und ließ es sich nicht nehmen, dem Bad, in dem man ihn so unwürdig behandelt hatte, einen weiteren Besuch abzustatten und die peinlich berührten Mienen der Bediensteten zu lesen, die ihm nun Respekt erwiesen. In der Folge beschreibt Nāser Khosrow die Stadt ausführlich und erklärt das Phänomen von Ebbe und Flut, mit dem er hier an der Golfküste erstmals in Berührung kommt.
Im Februar 1052 endlich stach er auf einem Schiff, das ihm der Wesir organisiert hatte, in See und fuhr nach Abadan. Von dortaus setzte er seine Reise in nördlicher Richtung über die Stadt Mahruban nach Arragan fort. Die nächste größere Stadt, die er nun erreichte, war Isfahan. Hier äußert er sich lobend über ihren guten Zustand, die schöne Freitagsmoschee und die umfangreiche Infrastruktur, die Händlern und Reisenden hier zur Verfügung stehe. „Ich aber sah im ganzen Land der Persischredenden keine schönere, volkreichere und blühendere Stadt als Isfahan.“ beschließt er seine Ausführungen. Er verweilt 20 Tage in der Stadt und reist dann weiter. Wohl analog zu seiner zügigen Reisegeschwindigkeit berichtet Nāser Khosrow nur knapp von den folgenden Stationen seiner Reise. In Tabas erwähnt er, wie durch strenge Gesetze hier vorbildlich Ordnung und Sicherheit geschaffen seien: „Hier wagt es kein Weib mit einem fremden Mann zu sprechen, und wenn es eine tut, so tötet man beide.“ Er blieb eine Weile als Gast des Fürsten hier, ehe er weiterzog. Auf dem Wege wurde er von Räubern überfallen, kam jedoch unbeschadet davon. Über Qa'in, Sarahs und Merw erreichte er letzten Endes im Oktober des Jahres 1052 Balch.
Beinahe sieben Jahre waren seit seiner Abreise vergangen. Er unterrichtete sogleich seinen Bruder, der keine Nachricht von ihm erhalten hatte, von seiner Ankunft. Das Safarnāmeh endet damit, dass Nāsir-i Chusrau der Freude Ausdruck verleiht, all die Abenteuer gut überstanden zu haben, Gott dafür dankt und seiner Hoffnung Ausdruck verleiht, später noch eine Reise nach Osten unternehmen zu können.

## Erläuterungen

### Das Safarnāmeh als regionalhistorische Quelle
Es ist deutlich zu erkennen, dass für Nāsir-i Chusrau nicht nur seine wichtigen, religiös motivierten Ziele, die Städte Jerusalem, Kairo und Mekka zählen, sondern dass der Weg für ihn auch von großer Bedeutung ist. Mit Neugier und Interesse beschreibt er die Welt, durch die er wandert. Wo er sich über etwas wundert oder sich etwas nicht erklären kann, fragt er oftmals nach oder stellt Nachforschungen an, bis er eine zufriedenstellende Erklärung findet. Daher ist das Safarnāmeh heute eine wichtige Quelle und ein reicher Fundus für jeden, der sich mit der historischen Landeskunde des Nahen Ostens beschäftigt.
Da Nāsir-i Chusrau auf Persisch und auch in erster Linie für ein persisches Publikum schreibt, fallen seine Ortsbeschreibungen, solange er sich auf persischem Boden befindet, noch recht knapp aus. Stattdessen weiß er hier einige nette zwischenmenschliche Anekdoten zu berichten, die der Leser vor allem aus dem Kontext der Kenntnis seiner Heimat interessant gefunden haben dürfte. Sobald er jedoch die großen Handelszentren der Levante erreicht, ändert sich dies. Je nach ihrer Bedeutung widmet er den einzelnen Städten eine geradezu systematische Beschreibung, deren wichtigste Punkte immer die Wasserversorgungssituation, die Architektur ihrer Moscheen und Preise und Angebot der Dinge des täglichen Bedarfes sind. Sobald er das Einflussgebiet der Fatimiden betritt, werden die Beschreibungen ausführlicher und lobender.
Trotz dieses sicherlich auch durch eigene Beweggründe, seiner Zugehörigkeit zur ismailitischen Schia, motivierten Phänomens sind die Beschreibungen Nāser Khosrow immer betont sachlich und auf inhaltliche Korrektheit bedacht. Versucht man aufgrund der heutigen Situation oder im Vergleich mit anderen historischen Quellen seine äußerst detaillierten Beschreibungen nachzuvollziehen, so tun sich nur minimale Abweichungen auf. Auffallend ist auch, dass Nāser Khosrow bei allem, was er nicht selbst gesehen oder erlebt hat, seine Quellen nennt und gegebenenfalls sogar bewertet. Diese beiden Punkte machen das Safarnāmeh auch in Hinsicht auf Beschreibungen, zu denen keine Vergleichsquellen zur Verfügung stehen, sehr glaubhaft und lassen es in einer Kultur, in der vage oder stark übertriebene Angaben keine Seltenheit sind, zu einer außerordentlich wertvollen Quelle werden.

### Das Safarnāmeh als Spiegel von Biographie und Ansichten des Autors
Grundsätzlich sind direkte persönliche Bemerkungen des Autors im Safarnāmeh sehr selten – über den größten Teil des Buches hinweg wird beschrieben. Der Autor tritt bestenfalls dahingehend in Aktion, dass er von einem Ort zum anderen reist oder von anderen etwas erfährt, was dann wiedergegeben wird. So bleiben am Ende des Buches viele Fragen nach den persönlichen Umständen Nāser Khosrow offen, wie die nach seiner familiären Situation. Wir wissen nichts von einer Frau, Kindern oder anderen Verwandten außer zwei Brüdern, oder seiner finanziellen Ausgangslage. Auch was seine Reisebegleiter angeht, beschränkt er sich zumeist darauf, von wir zu sprechen. Erst gegen Ende des Buches erfahren wir, dass einer seiner Brüder und ein Diener mitreisen, wobei weiterhin unklar bleibt, ob es noch weitere Mitreisende gab.
Dennoch gibt es einige Stellen in dem Buch, in denen Nāsir-i Chusrau die Ebene des reinen Beschreibens verlässt und auf seine eigenen Angelegenheiten zu sprechen kommt. Eine wichtige, wenn nicht die entscheidende Stelle, befindet sich gleich am Anfang des Buches. Der Autor berichtet von seiner Bekehrung im Traum und von seiner Entscheidung, nach Mekka aufzubrechen. Interessant ist hier, dass sich die mit der Bekehrung einhergehenden Reflexionen, die im Safarnāmeh nur kurz angerissen werden, in einigen Gedichten seines Diwans wiederfinden. Hier spricht er allerdings von einer langen Suche, die mit vielen Enttäuschungen einherging, ihn zuletzt jedoch zum Ziel führte. Der Traum findet in seinem poetischen Werk keine Erwähnung. Aus den Informationen, die wir hier erhalten, lässt sich auch eher schließen, dass Nāser Khosrow bereits vor dem Antritt seiner Reise Ismailit wurde, während dies im Safarnāmeh offenbleibt.
Die Berichte Nāsir-i Chusrau im Safarnāmeh zeugen auch im Weiteren eher von einer allgemeinen Frömmigkeit zusammen mit einer großen Bewunderung der Leistungen des ismailitischen Kalifats als dass sie klare Bekenntnisse formulierten oder theologische Standpunkte einnähmen. Auffällig ist vielmehr eine große Toleranz, die der Autor fremden Religionen gegenüber aufbringt, wie zum Beispiel wenn er detailliert die Grabeskirche in Jerusalem beschreibt oder sich positiv über das Zusammenleben einer Gemeinschaft von Heiden am Roten Meer äußert. Dass sein Besuch in Jerusalem für Nāsir-i Chusrau ein einprägsames Erlebnis gewesen sein muss, lässt sich unschwer nicht nur an der Ausführlichkeit seiner Beschreibungen erahnen, sondern auch daran, dass er ein Gebet, das er in Jerusalem gesprochen hat, noch sechs Jahre später in wörtlicher Rede wiedergibt eine Technik, die er im Safarnāmeh sehr sparsam anwendet.
Erstaunlicherweise fehlen diese tiefgreifenden persönlichen Eindrücke aus der heiligsten Stadt, aus Mekka geradezu völlig. Zwar verweilt er hier für sehr lange Zeit, ist sogar als Moscheediener tätig, dennoch bleiben seine Schilderungen sehr stark an der Oberfläche.
Auf ihrer Reise über die arabische Halbinsel gerieten die Reisenden in große finanzielle Schwierigkeiten. Die genauen Gründe hierfür erfährt der Leser zwar nicht, dennoch sind die Berichte von diesem Abschnitt der Reise wohl die persönlichsten. Der Autor berichtet von den widrigen Umständen und den Sorgen der Reise und wie man sich am Leben hielt. Interessant ist auch die Anekdote, in der die Reisegefährten wegen ihres verwahrlosten Zustandes aus dem Badehaus geworfen werden, um wenige Tage später voller Genugtuung wie die Könige wieder zurückzukehren.
Die Abschlussbemerkung Nāsir-i Chusraus, dass er mit Gottes Hilfe eine Reise in den Osten plane, bleibt der einzige Hinweis auf seine an die Reise anschließende Missionstätigkeit.
An dieser Stelle muss jedoch angeführt werden, dass alle überlieferten Exemplare des Safarnāmeh deutlich jünger sind als seine Entstehungszeit. Man darf also wohl nicht ausschließen, dass manche, vor allem persönliche Bemerkungen, die sich auf den ismailischen Glauben beziehen, beim Abschreiben ausgelassen oder verändert wurden, da sie politisch nicht mehr opportun waren, man die Reiseberichte aber nach wie vor schätzte. Abschließend lässt sich dies aber aus den heutigen Materialien nicht mehr beurteilen.

### Das Safarnāmeh und die persische Sprache
Eine weitere große Bedeutung kommt dem Safarnāmeh durch seinen Einfluss auf die Entwicklung der Neupersischen Sprache zu. Das Neupersische hatte sich zwar schon Jahrhunderte vorher durch eine Vermischung des Mittelpersischen mit arabischen Elementen und vor allem mit der Schreibung durch die Arabische Schrift herausgebildet, hatte jedoch lange Zeit nur als mehr oder minder regionale Sprache eine Rolle gespielt, während das Arabische die dominante Sprache der Region war. Auch beschränkte sich die persischsprachige Literatur dieser Zeit weitestgehend auf Dichtung. Das Safarnāmeh gilt heute gar als das erste große Prosawerk in neupersischer Sprache, zumindest jedoch als ein Werk, das eine beispielhafte Wirkung auf die sich entwickelnde Prosaliteratur der Folgezeit hatte. Für Nāser Khosrow muss es in jedem Fall eine bewusste Entscheidung gewesen sein, seinen Reisebericht eben nicht auf Arabisch, sondern auf Persisch abzufassen und ein Zeichen neu aufkommenden persischen Nationalverständnisses.